# Helsinki
Helsinki (fiń. Helsinki, szw. Helsingfors, ros. Хельсинки, lap. Helsset) – stolica i największe pod względem liczby ludności (największym pod względem powierzchni miastem w Finlandii jest Rovaniemi) miasto Finlandii oraz regionu Uusimaa. W skład aglomeracji wchodzą: Espoo, Vantaa i Kauniainen. Są głównym ośrodkiem przemysłu, kultury i administracji. Port nad Zatoką Fińską. Uniwersytet założony w 1828 roku. W aglomeracji znajduje się główny fiński port lotniczy Helsinki-Vantaa.

## Nazwa
Pierwotną nazwą miasta była szwedzka nazwa Helsingfors. Jest ona złożona z dwóch członów: Helsing, który jest nazwą rzeki nazywającej się obecnie Vantaa, oraz fors – wodospad, kaskada. Nazwa rzeki pochodzi prawdopodobnie od szwedzkiego słowa hals oznaczającego miejsce, stąd hälsing to „mieszkaniec tego miejsca”. Nazwa fińskojęzyczna obowiązuje na całym świecie oprócz krajów skandynawskich, gdzie używa się obu form. Po raz pierwszy pojawiła się w druku prawdopodobnie w 1786, w słowniku Kristfrida Ganandera, pisana jeszcze Helsingi. W powszechnym użyciu znalazła się w XIX w., a senat zatwierdził ją w 1819 r.
W helsińskim slangu miejskim Helsinki nazywane są Hesa i Stadi, zarówno przez fińskojęzycznych, jak i szwedzkojęzycznych Finów.

## Historia
Na terenie dzisiejszych Helsinek już w XV wieku istniała niewielka osada. Teren ten znajdował się na obszarze państwa szwedzkiego.    
Właściwe miasto zostało założone w 1550 roku przez króla Gustawa Wazę. Stało się ono ważnym ośrodkiem handlu. W 1640 roku główne centrum miasta zostało przeniesione na obecne miejsce. Często niszczone przez Rosjan w czasie wojen ze Szwecją. W 1710 roku wybuchła niewielka epidemia. W XVIII wieku nastąpił przyspieszony rozwój miasta. W 1748 roku wybudowano twierdzę Suomenlinna.
W 1809 Finlandia ze stolicą w Turku stała się częścią Rosji. W celu zmniejszenia wpływów szwedzkich w Finlandii car zdecydował przenieść stolicę z Turku do Helsinek i po wielkim pożarze w 1812 roku miasto zostało stolicą kraju. Helsinki zaczęto rozbudowywać na wzór rosyjskiego Petersburga. Wtedy powstało mnóstwo instytucji i budynków klasycystycznych, rozwinął się przemysł. W 1870 roku zbudowano pierwszą linię kolejową.
W 1918 roku Helsinki stały się miejscem starć fińskiej wojny domowej pomiędzy komunistami i ich przeciwnikami. W tym samym roku Finlandia uzyskała niepodległość i Helsinki stały się jej stolicą. Po II wojnie światowej nastąpił bardzo szybki rozwój miasta. W 1952 roku było gospodarzem letnich igrzysk olimpijskich. W 1972 roku podpisano tam traktat OBWE. Po krótkim kryzysie gospodarczym na początku lat 90. XX wieku, miasto powtórnie zaczęło się rozwijać.
W 2007 roku Helsinki były gospodarzem 52. Konkursu Piosenki Eurowizji 2007.

## Geografia

Podział miasta na duże dzielnice (suurpiirit)

Miasto jest położone na południu kraju, na brzegu Zatoki Fińskiej. Jest położone zarówno na lądzie stałym, jak i na archipelagu szkierowym złożonym z około 300 wysp, z których największe to Lauttasaari, Korkeasaari i Seurasaari. Południowa część Helsinek leży na półwyspie Vironniemi.

## Podział administracyjny
Podział Helsinek jest wielostopniowy i stosunkowo mało stabilny. Obecnie istniejący powstał w roku 1982 i ze zmianami obowiązuje do dziś. Miasto dzieli się na 8 dystryktów, które dzielą się na 34 okręgi podstawowe (peruspiirit). Następnym szczeblem podziału są dzielnice (osa-alueet), których jest 137. Najmniejszą jednostką administracyjną jest osiedle (pienalue) – w Helsinkach jest ich 369.

## Zabytki
W mieście znajduje się dzielnica Kruununhaka, gdzie znajdują się domy z XVI–XVII wieku, ocalałe z pożaru z 1812 roku.

### Najważniejsze

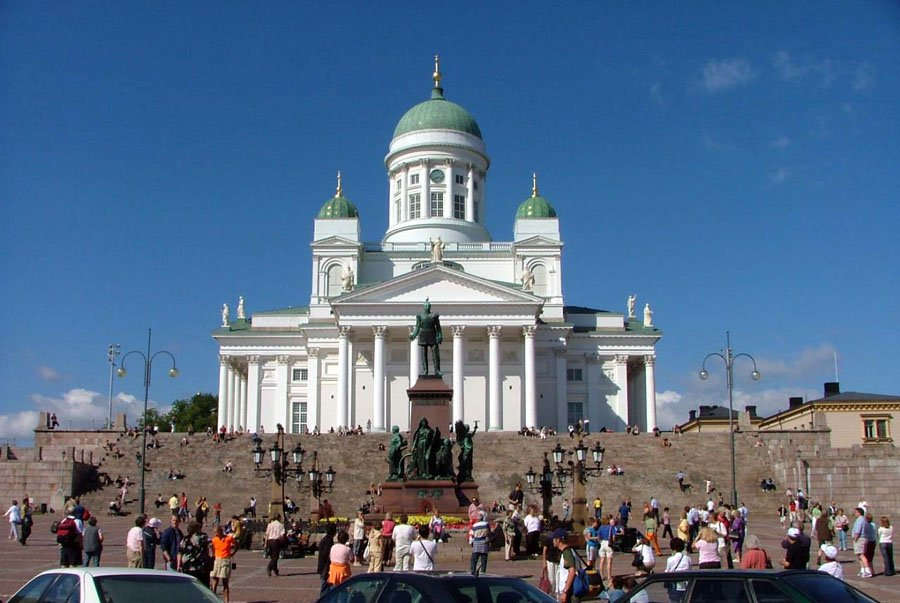
Katedra luterańska i plac Senacki, z pomnikiem cara Aleksandra II w sezonie turystycznym (sierpień 2004)

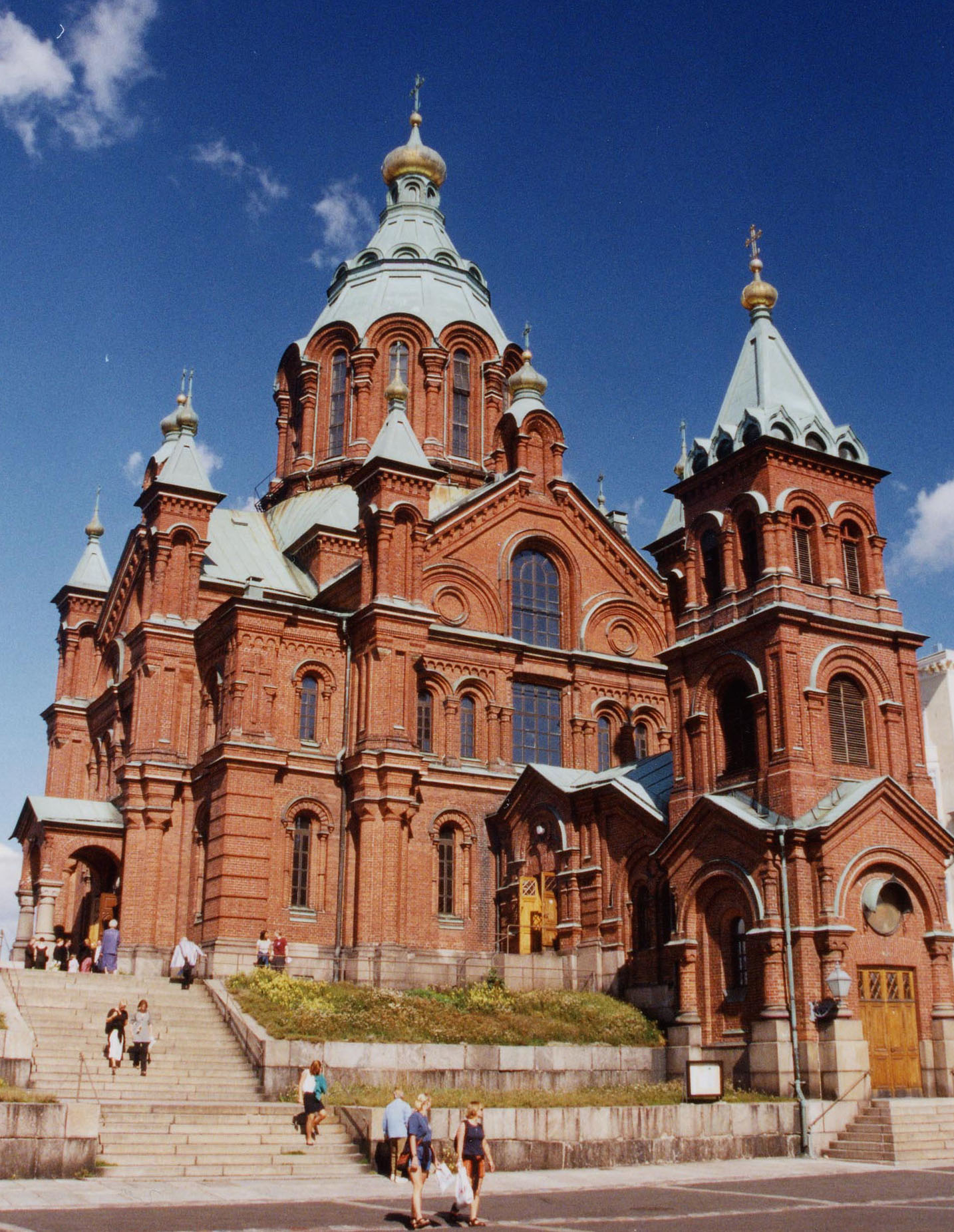
Katedra Prawosławna pw. Zaśnięcia Bogarodzicy

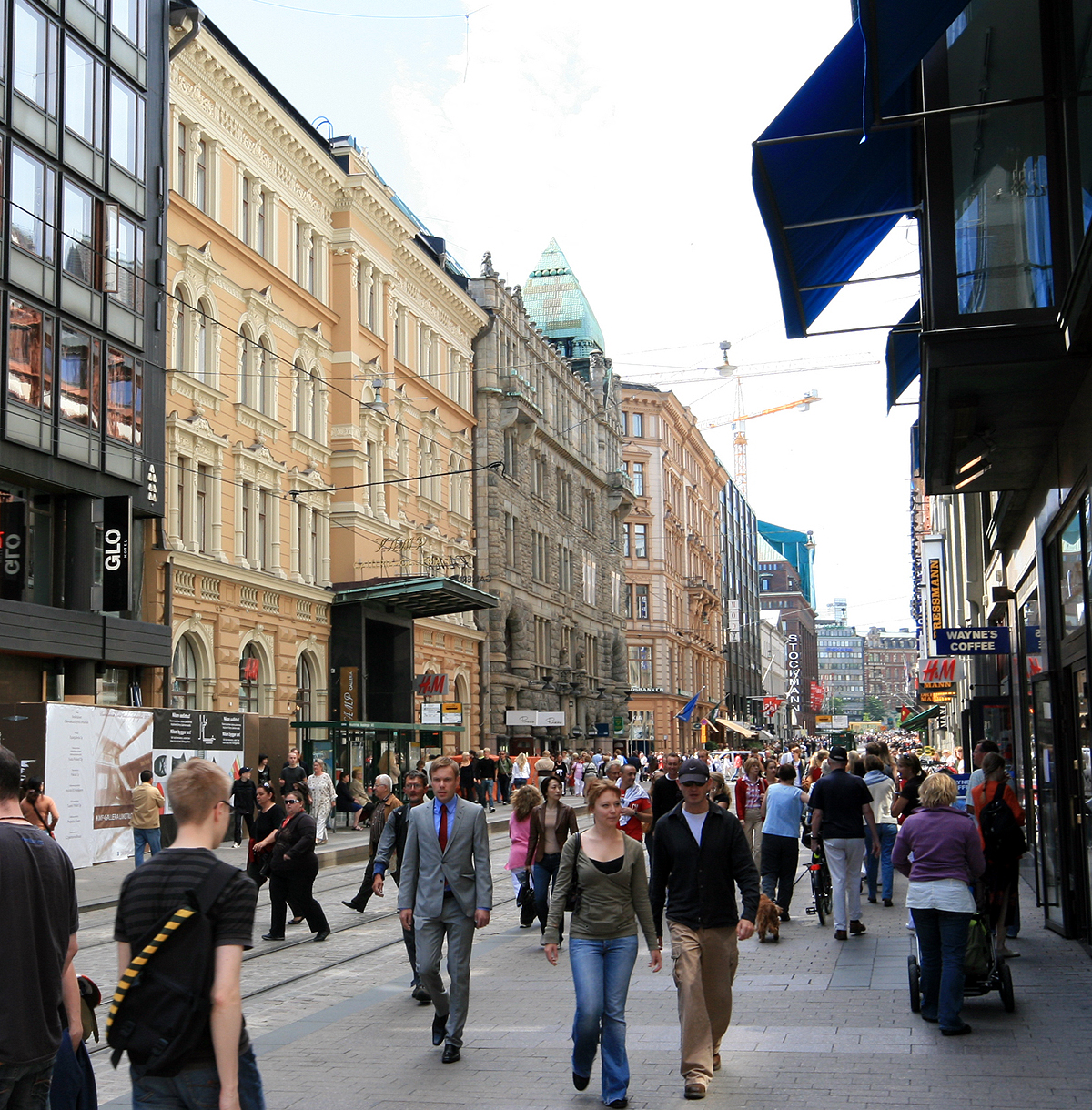
Ulica Aleksanterinkatu – nazwana na cześć cara Rosji Aleksandra I (Finlandia była autonomiczną częścią Rosji, nim stała się niepodległa), główna ulica handlowa

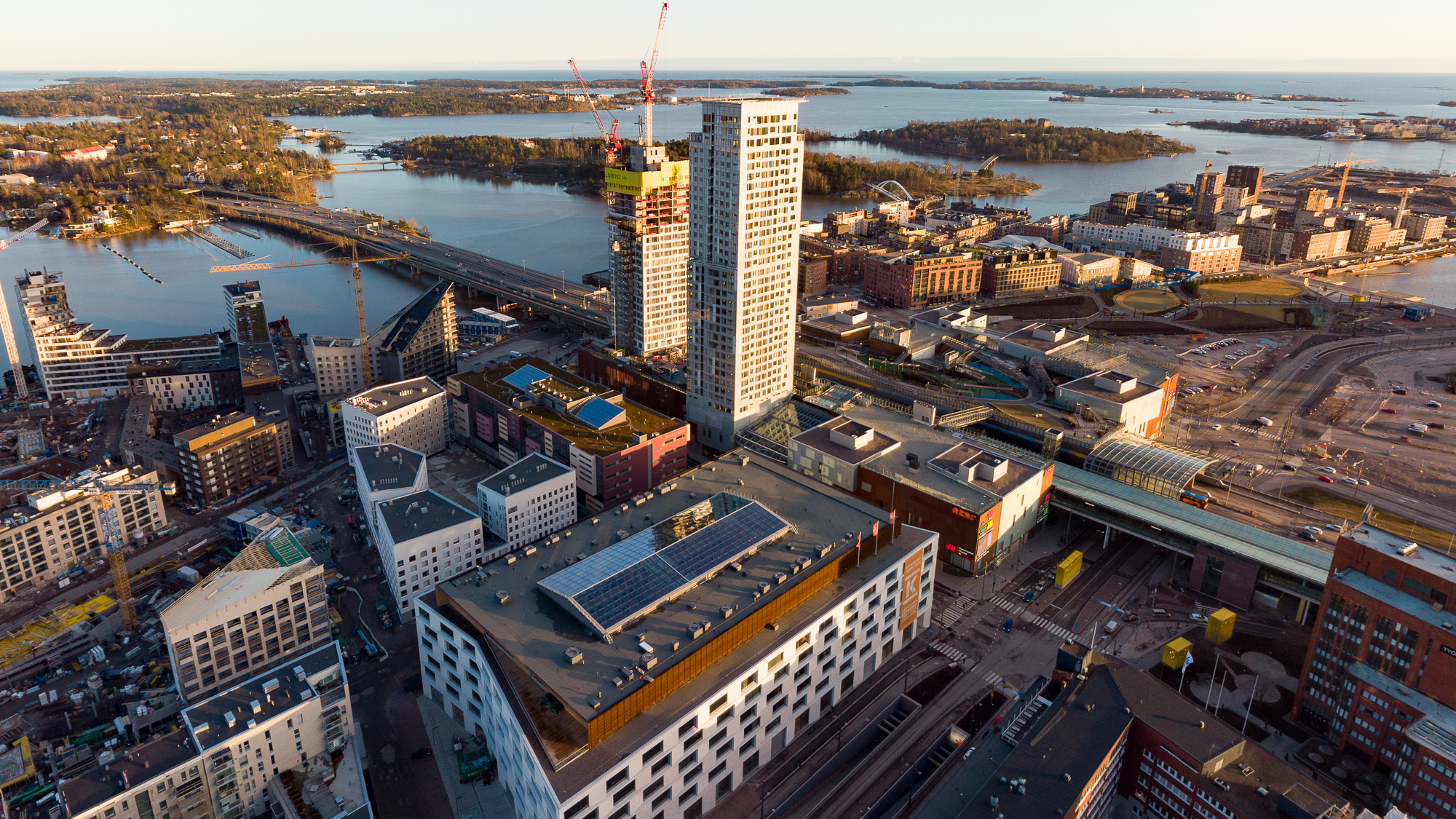
Widok z lotu ptaka na dzielnicę Kalasatama i jej wieżowce

- Senaatintori (plac Senacki), z pomnikiem cara Rosji Aleksandra II w centralnej części, zaprojektowany przez C.L. Engela w 1820 roku. Plac otacza mnóstwo budynków klasycystycznych,
- Pałac rządowy na placu Senackim,
- Helsingin Yliopisto, gmach zaprojektowany przez C.L. Engela, drugi uniwersytet w Finlandii, założony w 1828 roku,
- Suomenlinna – twierdza wybudowana w 1748 roku przez Szwedów; teraz znajduje się w niej kilka muzeów,
- Linnanmäki – wesołe miasteczko z 1950 roku,
- Gmach parlamentu Eduskuntatalo (1926–1931). Siedziba parlamentu Finlandii,
- Teatr Narodowy (Kansallisteatteri) z 1882 roku,
- Bank Narodowy (Suomen Pankki) z końca XIX wieku,
- Dworzec Kolejowy (Päärautatieasema) zaprojektowany w 1910 roku przez Eliela Saarinena,
- Dom towarowy Stockmann z 1930 r.
- Pałac Prezydencki (Presidentinlinna) z 1814 roku,
- Biblioteka Narodowa Finlandii (Kansalliskirjasto) z 1828 roku, gmach zaprojektowany przez C.L. Engela,
- Most Pitkäsilta z 1912 roku,
- Obserwatorium astronomiczne (Tähtitorni) zaprojektowane przez C.L. Engela w 1825 roku,
- Teatr Szwedzki (Svenska teatern) z 1866 roku, zaprojektowany przez Nicholasa Benoisa, zmodernizowano w 1935 roku,
- Kaivopuisto – jeden z największych parków w centrum Helsinek z 1840 roku.

### Muzea
W całym mieście znajduje się ponad 35 muzeów.
- Muzeum Narodowe (Kansallismuseo) z połowy XIX wieku – największe zbiory historyczne w Finlandii,
- Ateneum – największe muzeum sztuki w Finlandii. Zobaczyć tam można m.in. obrazy Gallena-Kalleli, Järnefelta, Sallinena, van Gogha, Cezanne’a, Chagalla i wiele innych,
- Muzeum Sztuki Współczesnej Kiasma,
- Muzeum im. Sinebrychoffa – zbiory starej sztuki Finlandii i Europy,
- Muzeum Miasta Helsinki (Kaupunginmuseo), przedstawiające miasto (kilka oddziałów),
- Muzeum Mannerheima (Mannerheim-museo, Kalliolinnantie 14) w tzw. Domu Bomana z 1874 r., w którym Mannerheim mieszkał w latach 1924-1951,
- Muzeum Gallena-Kalleli (Tarvaspää) z 1913 roku; znajdują się tam zbiory poświęcone temu artyście,
- Muzeum wojskowe (Sotamuseo),
- Muzeum Ehrensvärda położone na wyspie Suomenlinna,
- Muzeum Teatru (Teatterimuseo) z 1868 roku, znajdują się tam m.in. dzieła Aleksisa Kivi,
- Muzeum Sportu (Urheilumuseo) z 1940 roku położone w pobliżu stadionu,
- Muzeum Poczty (Postimuseo) z połowy XX wieku, przedstawia historię poczty w Finlandii,
- Muzeum Robotnicze z przełomu XIX i XX wieku,
- Muzeum Radia,
- Muzeum Hotelarstwa.

### Miejsca kultu religijnego
W Espoo i Vantaa znajduje się kilka kościołów z okresu średniowiecza, w mieście funkcjonują również inne świątynie.
- Katedra luterańska (Tuomiokirkko) przy placu Senackim, z 1840 roku, projekt Carl Ludwig Engel,
- Stary Kościół (Vanha Kirkko) z roku 1826, najstarszy kościół Helsinek, projekt Carl Ludwig Engel,
- Sobór Zaśnięcia Bogarodzicy (Uspenskin katedraali) – katedralny sobór prawosławny z 1868 roku,
- Cerkiew św. Trójcy (Pyhän Kolminaisuuden kirkko) z 1827 r., projekt Carl Ludwig Engel,
- Kościół Temppeliaukio (Temppeliaukion kirkko) z 1969 roku. Kościół wykuty w skale. Projekt Tuomo i Timo Suomalainen,
- Kościół w Kallio (Kallion kirkko) – secesyjny kościół murowany zaprojektowany przez Larsa Soncka, zbudowany w latach 1908–1912,
- Kościół św. Jana (Johanneksenkirkko) – neogotycki kościół z 1891 roku,
- Kościół Agricoli (Agricolan kirkko) – funkcjonalistyczny kościół murowany zaprojektowany przez Larsa Soncka, zbudowany w latach 1933–1935,
- Kościół św. Mateusza w Espoo (Espoon keskus) – średniowieczny kościół murowany z 1430 roku,
- Kościół św. Wawrzyńca (Pyhän Laurin kirkko lub Helsingin pitäjän kirkko) w Vantaa – średniowieczny kościół murowany z 1450 roku,
- Katolicka katedra św. Henryka (Pyhän Henrikin kirkko) z 1860 roku,
- Wielka Synagoga z 1906 roku.

### Cmentarze
- Cmentarz Hietaniemi z 1829 roku – na tym cmentarzu pochowano najsłynniejszych Finów w historii, m.in. większość (poza dwoma: Pehrem E. Svinhufvudem i Kyösti Kallio) prezydentów Finlandii,
- Prawosławny cmentarz w Hietaniemi,
- Cmentarz żydowski z ok. 1870 roku,
- Cmentarz tatarski z ok. 1870 – jeden z nielicznych znajdujących się w Skandynawii,
- Cmentarz z 1710 (Vanha kirkkopuisto lub Ruttopuisto) przy ulicy Bulevardi, gdzie pochowano ofiary epidemii dżumy z tegoż roku, obecnie park.

### Inne obiekty

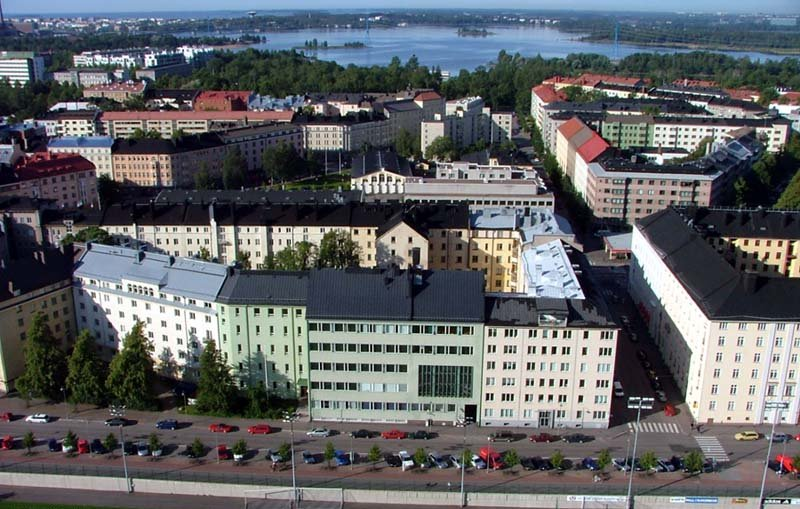
Helsinki – widok z wieży stadionu olimpijskiego

- Aleksanterin teatteri (Teatr im. Aleksandra), dawny rosyjski teatr z drugiej połowy XIX wieku, w latach 1918–1993 Opera narodowa, obecnie teatr,
- Opera Narodowa (Suomen Kansallisooppera) z 1993 roku,
- Finlandiatalo – hala konferencyjna zaprojektowana przez Alvara Aalto w 1966 roku,
- Stadion Olimpijski wybudowany w 1938 na igrzyska olimpijskie. W pobliżu stadionu znajduje się posąg Paavo Nurmiego,
- Dom Stanów (Säätytalo) – miejsce zgromadzeń parlamentu stanowego (1891),
- Ritarihuone – budynek z ok. 1890 roku w którym zbierała się szlachta,
- Willa Hakasalmi, obecnie Muzeum Miasta Helsinki, wybudowana w 1843 roku,
- Kamienica Sederholma – wybudowana w 1757 roku przez przemysłowca Johana Sederholma, najstarsza kamienica Helsinek, obecnie oddział Muzeum miasta Helsinki,
- Dom mieszczański (Ruiskumestarin talo) przy ul. Kristianinkatu z ok. 1818 r., oddział Muzeum miasta Helsinki,Wejście do dworca kolejowego

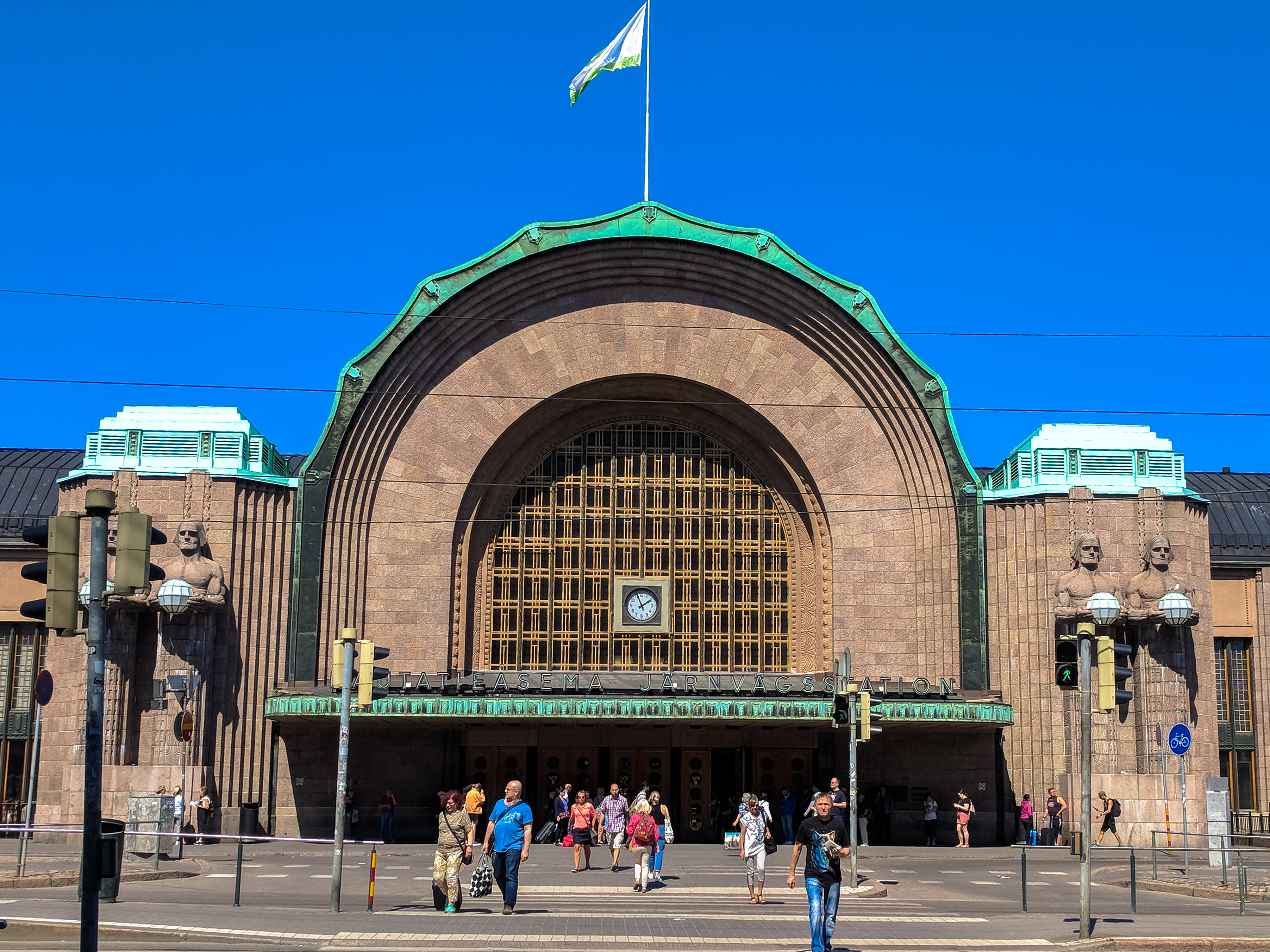
Wejście do dworca kolejowego

- Zabytkowe kamienice mieszczańskie z XIX w.: dom Remandera, dom Brummera, dom Baldera i inne,
- Sibeliuspuisto – park im. Sibeliusa z lat 20. XX wieku,
- ZOO z 1882 roku,
- Pomnik cara Aleksandra II z 1863 r. na Placu Senackim,
- Ratusz (Kaupungintalo) klasycystyczny z drugiej połowy XIX wieku, dawny hotel Seurahuone,
- Hartwall Areena, hala wielofunkcyjna w pobliżu stacji kolejowej Pasila,
- Dzielnica Töölö w stylu klasycyzmu i funkcjonalizmu,
- Stare hale targowe: Vanha Kauppahalli (przy porcie Eteläsatama) oraz Hakaniemen halli (w dzielnicy Hakaniemi).

## Demografia
| Rok  | Ludność | ±%      |
| ---- | ------- | ------- |
| 1875 | 23 000  | —       |
| 1900 | 79 000  | +243,5% |
| 1910 | 119 000 | +50,6%  |
| 1920 | 152 000 | +27,7%  |
| 1930 | 206 000 | +35,5%  |
| 1940 | 252 000 | +22,3%  |
| 1950 | 369 000 | +46,4%  |
| 1960 | 448 000 | +21,4%  |
| 1970 | 524 000 | +17,0%  |
| 1980 | 484 000 | −7,6%   |
| 1990 | 492 400 | +1,7%   |
| 2000 | 555 474 | +12,8%  |
| 2010 | 588 549 | +6,0%   |
| 2020 | 654 848 | +11,3%  |

## Transport
Helsinki z racji swej roli są największym węzłem transportowym kraju i jednym z największych w tej części świata. Jest ośrodkiem zarówno transportu dalekobieżnego, jak i miejskiego. Miasto posiada rozwiniętą komunikację miejską, zarówno szynową, jak i autobusową. Transportem miejskim zawiaduje Helsingin kaupungin liikennelaitos.

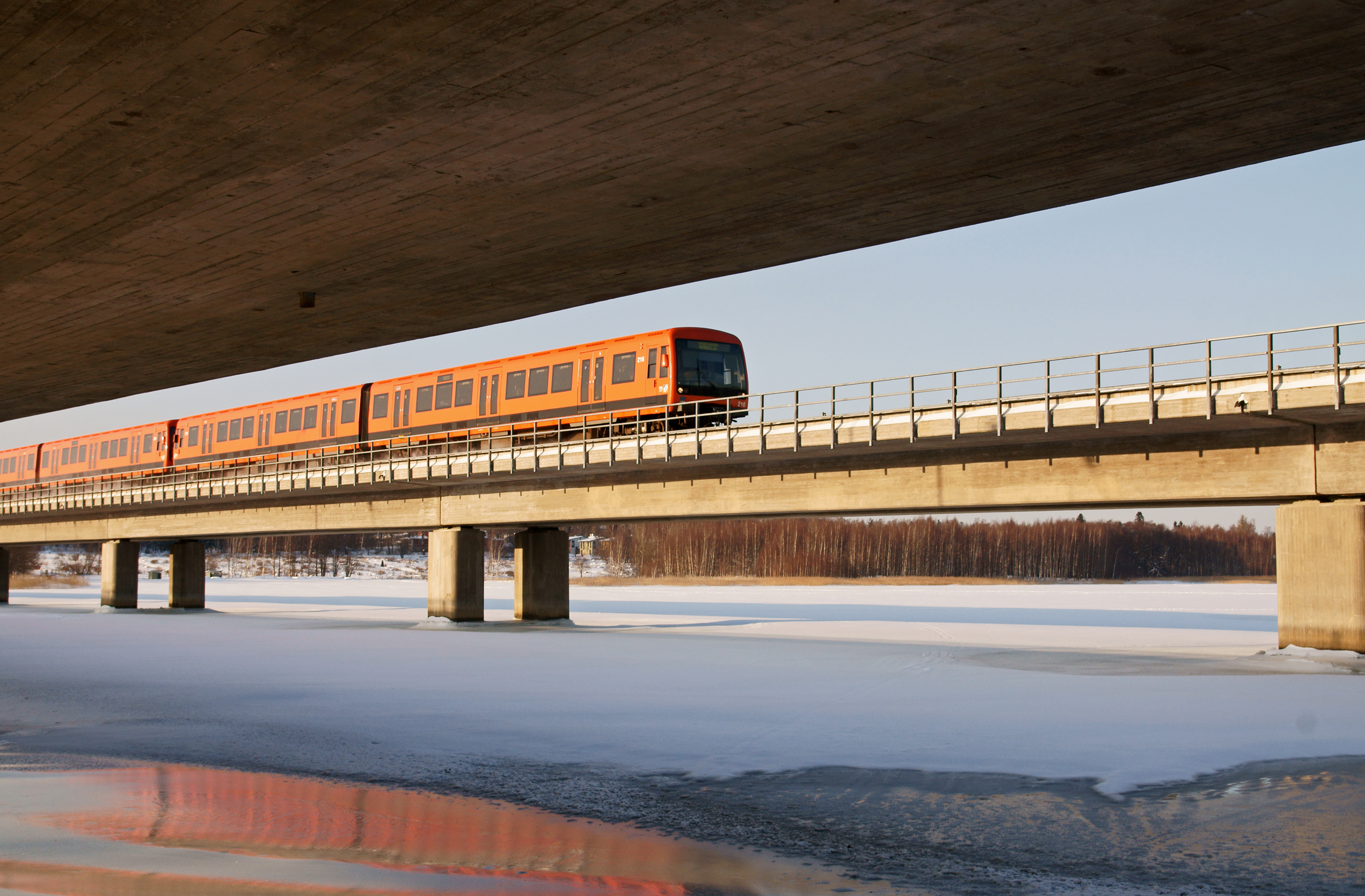
Metro na moście we wschodnich Helsinkach

### Publiczny transport zbiorowy
Metro w Helsinkach, najbardziej na północ wysunięty system miejskiej kolei podziemnej na świecie zostało oddane do użytku w roku 1982 i początkowo łączyło Dworzec Centralny z Hakaniemi. Kilkakrotnie wydłużane, dziś łączy stolicę z Vantaa. Całkowita długość linii metra wynosi 21 km a rocznie przewozi ono 56 mln pasażerów. Obecnie trwają prace nad drugim odcinkiem, do Espoo.
Elementem uzupełniającym szybki miejski transport szynowy jest kolej aglomeracyjna. Jest to sieć aglomeracyjna, składająca się z czterech linii i służy mieszkańcom północnych i zachodnich okolic miasta, łącząc Helsinki z Espoo, Vantaa, Keravą, Riihimäki i Lahti. Obecnie w budowie jest kolej obwodowa Kehärata o długości 18 km, przebiegająca częściowo pod ziemią, a mająca połączyć centrum miasta m.in. z Vantaa i portem lotniczym. Koszt projektu to 600 mln euro. Planuje się oddanie trasy do użytku w 2014.
Centrum Helsinek obsługiwane jest przez tramwaje. Obecnie miejska sieć składa się z dwunastu linii a kilka innych odcinków jest w budowie.
Helsinki mają ponadto rozbudowaną sieć przewozów autobusowych.

### Transport dalekobieżny

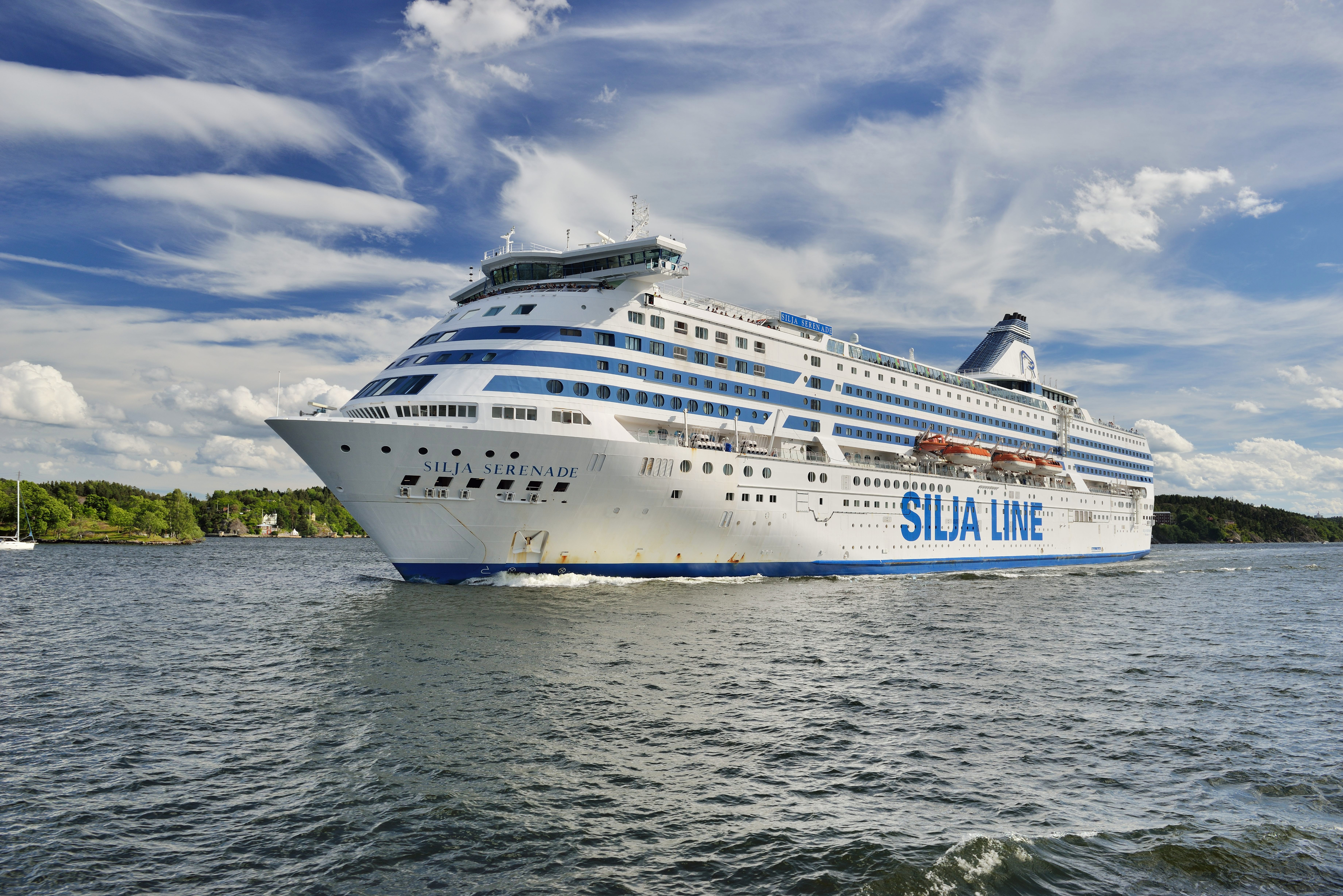
Silja Serenade łączy Helsinki ze Sztokholmem

Helsinki są największym w Finlandii węzłem kolejowym, z którego wyjeżdżają pociągi we wszystkie strony Finlandii i do Rosji. Miasto jest połączone koleją dużych prędkości z Petersburgiem (pociąg Allegro kursuje cztery razy dziennie) oraz codziennym połączeniem z Moskwą. Z Dworca Centralnego, największego w Finlandii, dziennie korzysta 200 000 podróżnych.
Helsinki mają również największy w Finlandii port pasażerski, z którego wypływają regularnie promy pasażerskie do Sztokholmu, Tallinna (17 rejsów dziennie), Gdyni, Rostocku, Travemünde i Petersburga. W sezonie letnim do portu wpływa 300 statków pasażerskich, które przywożą 300 000 pasażerów.

## Sport

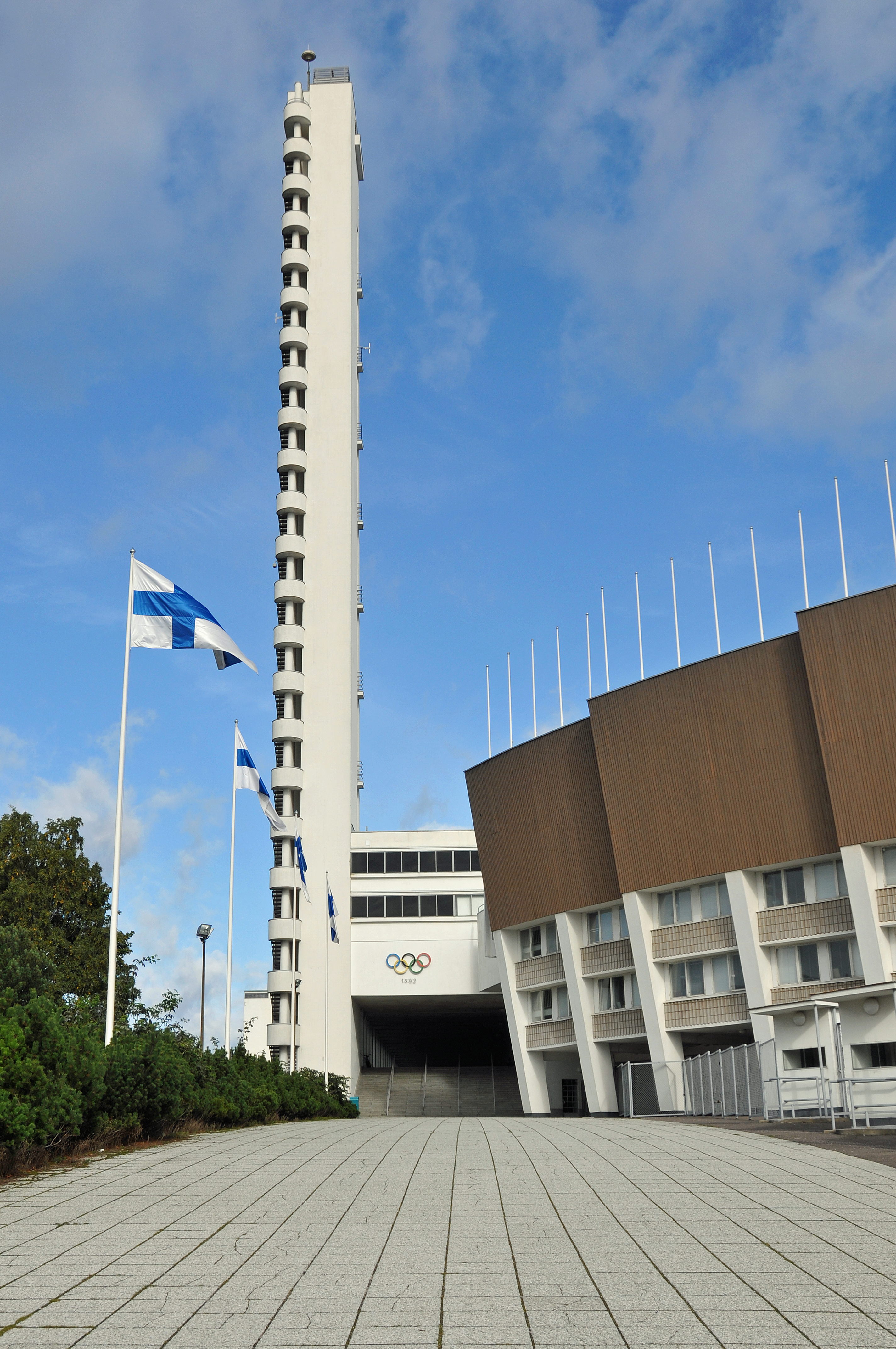
Wieża Stadionu Olimpijskiego w Helsinkach

- Imprezy międzynarodowe rangi mistrzowskiej:
  - Letnie Igrzyska Olimpijskie 1952
  - Mistrzostwa Europy w Lekkoatletyce 1971
  - Mistrzostwa Świata w Hokeju na Lodzie 1974
  - Mistrzostwa Świata w Hokeju na Lodzie 1982
  - Mistrzostwa Świata w Lekkoatletyce 1983
  - Mistrzostwa Świata w Hokeju na Lodzie 1991
  - Mistrzostwa Europy w Lekkoatletyce 1994
  - Mistrzostwa Świata w Hokeju na Lodzie 1997
  - Mistrzostwa Świata w Hokeju na Lodzie 2003
  - Mistrzostwa Świata w Lekkoatletyce 2005
  - Mistrzostwa Świata w Hokeju na Lodzie 2012
  - Mistrzostwa Europy w Lekkoatletyce 2012
- Kluby hokejowe:
  - HIFK Hockey
  - Jokerit
- Kluby piłkarskie:
  - HJK Helsinki
  - Helsingin Palloseura
  - FC Jokerit
  - Helsingfors IFK
- Obiekty sportowe:
  - Sonera Stadium – stadion
  - Helsingin olympiastadion – stadion
  - Hartwall Areena – lodowisko

W Helsinkach, w latach 2002–2003 rozgrywany był kobiecy turniej tenisowy, Nordea Nordic Light Open.

## Miasta partnerskie
- Kijów (Ukraina)
- Kopenhaga (Dania)
- Moskwa (Rosja)
- Nuuk (Grenlandia)
- Oslo (Norwegia)
- Reykjavík (Islandia)
- Sztokholm (Szwecja)
- Thorshavn (Wyspy Owcze)
- Warszawa (Polska)